# Династички сукоби у Србији (1402—1412)
Династички сукоби у Србији (1402—1412) били су унутрашњи династички сукоби између српских обласних господара, чланова владарских династија Лазаревића и Бранковића. Сукоби су избили 1402. године, непосредно након Ангорске битке, а окончан је 1412. године, коначним измирењем између деспота Стефана Лазаревића и његовог сестрића Ђурђа Бранковића.

## Увод
Османски султан Бајазит заробљен је у бици код Ангоре 1402. године. У заробљеништву је умро 8. марта 1403. године. Наследио га је син Сулејман који није ни изблиза био добар владар колико и његов отац. 
Кнез Стефан Лазаревић, враћајући се из битке у којој је учествовао на страни Турака пролази кроз Цариград. У Цариграду му цар Јован, у жељи да придобије српског владара за борбу против Османлија додељује титулу деспота, највишу по рангу после царске.
Стефан је још у Цариграду добио дојаве како његов сестрић, Ђурађ Бранковић уз помоћ Сулејмана намерава да освоји неке његове територије. Због тога је наредио да га затворе још у Цариграду. Ђурађ убрзо бежи из тамнице.

## Битка код Грачанице
Битка између Стефана и Ђурђа одиграла се 21. новембра 1402. године. На страни Ђурђа Бранковића борио се турски одред, а Стефану су у помоћ пристигле чете Вука Лазаревића и Угљеше Влатковића, врањског господара. Стефан се у бици борио против турских одреда док се Вук борио против Бранковића. Стефан је победио, а Вук је био побеђен. 
После битке у којој су Лазаревићи однели победу, Стефан је на Новом Брду прекорио брата због лошег вођења битке. Овај разговор је на крају довео до сукоба два брата.

## Сукоб Лазаревића
Кнегиња Милица је умрла 11. новембра 1405. године. До своје смрти она је смиривала сукобе између Стефана и Вука. Вук се поново разишао са братом тражећи половину земље. Њега су припомагали Турци којима је сметала Стефанова угарофилска политика. Сулејман је Вуку поверио војску и свој најбољег војсковођу, Евренос-бегa који је Србе победио на Марици. Стефан није могао да се супротстави много јачој турској војсци. Турци су продрли скоро до престонице, Београда. Мир је склопљен 1409. године, а Стефан је био принуђен да Вуку додели јужну половину Србије. Вук и Бранковићи признали су врховну власт Турака, а Стефан је остао веран угарској круни.

## Смрт Вука Лазаревића
грађански рат у Османском царству почиње 1410. године и води се између Сулејмана и његовог брата Мусе. Стефан Лазаревић је стао на страну Мусе, а Мусини успеси натераше и Вука и Ђурђа те и они пређоше на његову страну. Стефану је Муса обећао повратак изгубљених територија, а Вуку гаранцију да ће његове територије остати њему. Још пре битке Вук поново мења страну и прилази Сулејману. Битка код Космидиона се одиграла на Видовдан 1410. године и Сулејман је одлучно победио Мусу. Дубоко увређен Муса означава Вука као издајника. После ове велике победе, Сулејман шаље Вука у Србију да преузме власт над целом земљом. У близини Филипоља 4. јула 1410. године га заробљава Мусина војска у заседи. Сулејман шаље војску у помоћ заједно са Ђурађом Бранковићем, али прекасно. Вук и Лазар Бранковић већ су били мртви. Ђурађ је успео једино да потуче нову Мусину војску. Из освете Ђурађ је спалио цео Филипољ.
Сулејманове снаге су потучене у бици код Сердике. Сулејман је, приликом бекства у Цариград ухваћен и задављен (17. фебруара 1411).

## Крај сукоба
Сулејмановом смрћу, Муса постаје владар његове територије. Када се докопао престола променио је држање према Стефану Лазаревићу и одрекао се свих ранијих обећања. У исто време улази у сукоб са Византијом. Византијски цар Манојло склапа савез са Мехмедом, Мусиним братом из Мале Азије.
Не могавши да се бори са свима, Муса улази у преговоре са Стефаном. Бојећи се да као цена тих преговора не падне његова глава, Ђурађ је 1411. године одлучио да се измири са ујаком, са којим се и лично срео 1412. године, чиме је окончан десетогодишњи династички сукоб између Бранковића и Лазаревића.
Измирење је олакшало борбу против Турака. Муса продире у Србију 1413. године. Повод за напад био је то што се од њега одметнуо Хамза, господар градова Сврљига и Соколца. Хамза је брзо погубљен, али Муса се не враћа у Турску него наставља са освајањем српских градова. Освојио је читав низ градова - Болван, Липовац, Копријан и Сталаћ. Стефан у помоћ позива све Мусине непријатеље, пре свега његовог брата Мехмеда. Придружили су му се и војвода Сандаљ Хранић, мачвански бан Иван Моровић, као и Ђурађ Бранковић.
Битка се одиграла 5. јула 1413. године под Витошем, код села Чаморлу. Чете Ђурђа Бранковића однеле су победу. Поражени Муса покуша да побегне, али је ухваћен и задављен.
Након окончања династичког сукоба измешу Лазаревића и Бранковића (1412) и заједничког отклањања непосредне турске опасности (1413) за Србију наступа период мира. Измирен са Ђурађом Бранковићем, сигуран од Угара и у пријатељству са Мехмедом који му је био захвалан за помоћ око освајања престола и чак поклонио Знепоље и Копријан, Стефан Лазаревић је могао да се посвети обнови Србије.